# SIRUTA-kód
A SIRUTA-kód a romániai települések és közigazgatási egységek azonosítója a romániai Országos Statisztikai Intézet (INS) SIRUTA elnevezésű informatikai rendszerében. A megnevezés a Sistemul Informatic al Registrului Unităților Teritorial-Administrative (magyarul: Közigazgatási területi egységek nyilvántartásának informatikai rendszere) rövidítése.
Néhány kivételtől eltekintve minden területi egységnek egy 6 számjegyű kódja van. Ez 5 egyedi és 1 ellenőrző számjegyből áll. Az osztályozás hierarchikus rendszerben történik. A 6 kerületre osztott Bukaresten és a 41 megyén belül minden saját önkormányzattal rendelkező területi egységnek egyedi SIRUTA-kódja van.

## Bukarest és a megyék
Bukarest és a megyék kódjai:
| - Fehér megye: 10 - Arad megye: 29 - Argeș megye: 38 - Bákó megye: 47 - Bihar megye: 56 - Beszterce-Naszód megye: 65 - Botoșani megye: 74 - Brassó megye: 83 - Brăila megye: 92 - Buzău megye: 109 - Krassó-Szörény megye: 118 - Călărași megye: 519 - Kolozs megye: 127 - Constanța megye: 136 | - Kovászna megye: 145 - Dâmbovița megye: 154 - Dolj megye: 163 - Galați megye: 172 - Giurgiu megye: 528 - Gorj megye: 181 - Hargita megye:190 - Hunyad megye: 207 - Ialomița megye: 216 - Iași megye: 225 - Ilfov megye: 234 - Máramaros megye: 243 - Mehedinți megye: 252 - Maros megye: 261 | - Neamț megye: 270 - Olt megye: 289 - Prahova megye: 298 - Szatmár megye: 305 - Szilágy megye: 314 - Szeben megye: 323 - Suceava megye: 332 - Teleorman megye: 341 - Temes megye: 350 - Tulcea megye: 369 - Vaslui megye: 378 - Vâlcea megye: 387 - Vrancea megye: 396 - Bukarest municípium: 403 |